# Indriyanto Nugroho
Indriyanto Nugroho (14 settembre 1976) è un ex calciatore indonesiano, di ruolo attaccante.

## Carriera

### Club
Ha giocato nella prima divisione indonesiana.

### Nazionale
Con la nazionale indonesiana ha partecipato ai Coppa d'Asia 1996.